# Cigarrilha

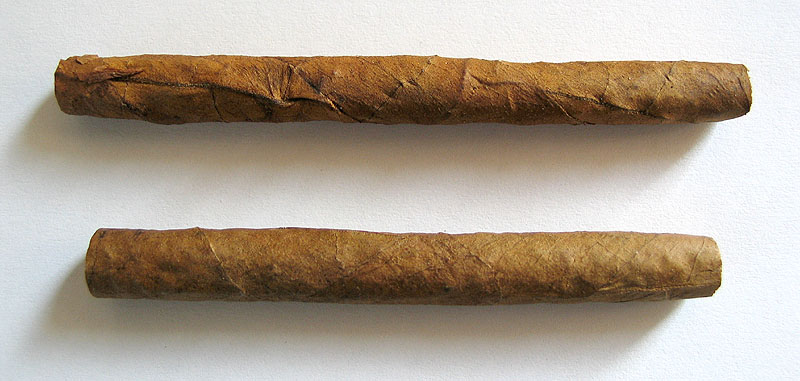
Cigarrilhas Cohiba

Cigarrilha é uma versão mais curta e estreita do charuto. Ao contrário dos cigarros, que são envolvidos em papel, as cigarrilhas são envolvidas em folhas de tabaco. Estudos indicam que o fumo dos charutos e cigarilhas pode ser mais prejudicial do que o dos cigarros.
As cigarrilhas têm em média 3g de tabaco.